# Бенза Ярослав Антонович
Ярослав Антонович Бенза (20 лютого 1950, село Бариш Бучацького району — 2 лютого 2010, Тернопіль) — український поет, журналіст. Лауреат премії імені Іванни Блажкевич (1996).

## Життєпис

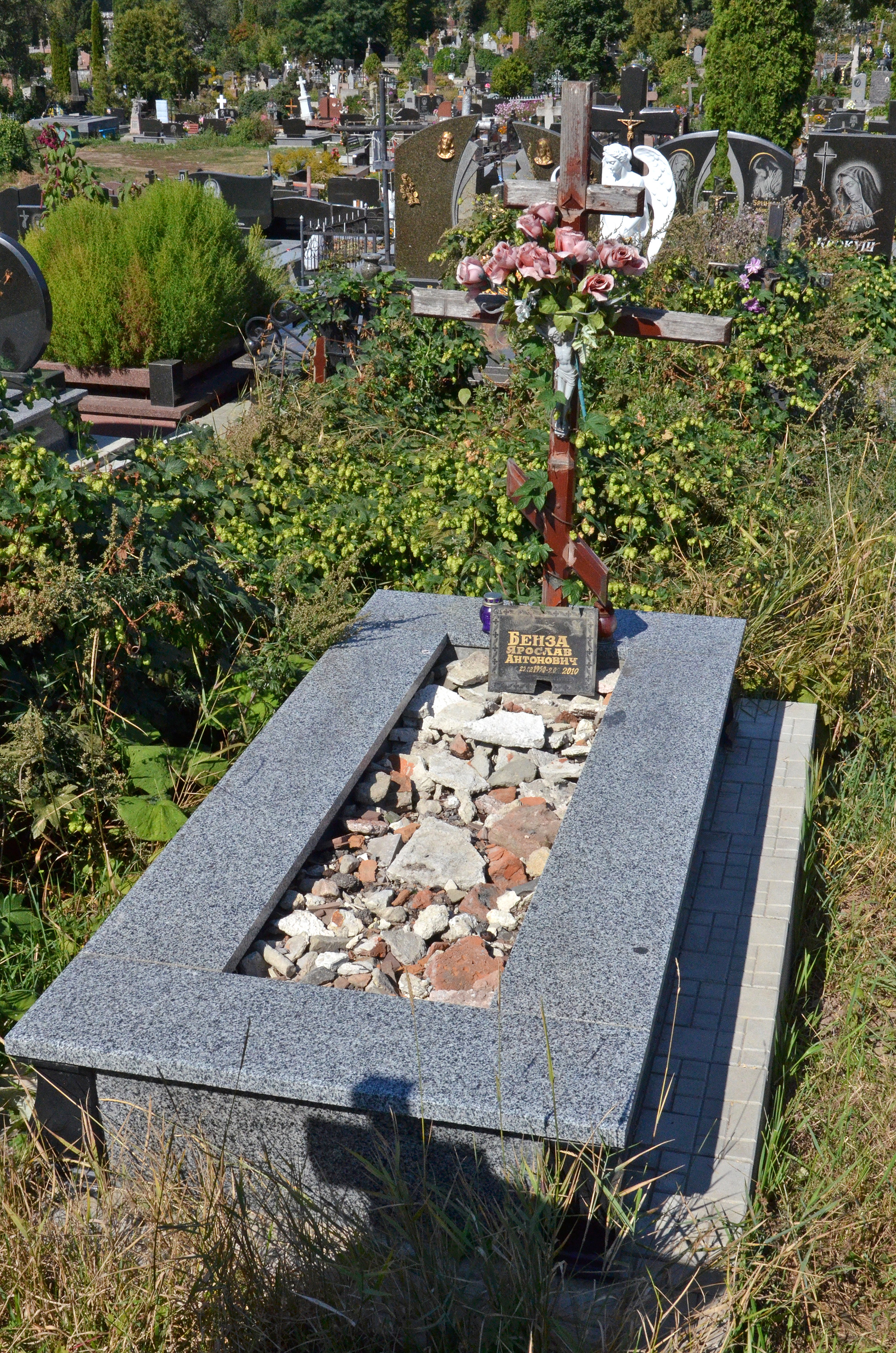
Могила Ярослава Бензи на Микулинецькому цвинтарі (сектор XIV)

Народився 20 лютого 1950 року в с. Бариш Бучацького району Тернопільської області, нині Україна.
Навчався у Львівському університеті, здобув фах журналіста 1972 року. В 1974—2010 роках працював у Тернопільській обласній телерадіокомпанії, зокрема, на посаді старшого редактора. Похований на Микулинецькому цвинтарі Тернополя.

## Доробок
Друкував вірші у часописах «Україна», «Барвінок», «Тернопіль», у колективному збірнику «Богословень» та інших виданнях.
Автор поетичної збірки для дітей «Чарунки» (1995).

### Відомі твори
- «Княжий оберіг»;
- «Шубовснув місяць у Дністер»;
- «Комар»;
- «У горах Медоборах [Архівовано 4 березня 2016 у Wayback Machine.]»;